# FN F2000
De FN F2000 werd geïntroduceerd in 2001 als een multifunctioneel maar compact aanvalsgeweer. Net zoals de FN P90 is de F2000 volledig uit polymeer vervaardigd en zowel voor links- als rechtshandig gebruikt geschikt.

## Beschrijving
De F2000 is een wapen van de bull-pup uitvoering. Het hele systeem is bijna volledig door de kunststof systeemkast omgeven; de enige metalen onderdelen die uit de kunststof kast steken zijn de loopmonding en het magazijn. Zelfs het 2,6x vergrotende vizier is onder een kunststof kap aangebracht.

Standaard is de F2000 gewoon voorzien van een voorste handgreep, deze kan echter vervangen worden door een granaatwerper of een niet-dodelijk wapen. Het voordeel bij de F2000 is dat de schutter zijn houding niet moet veranderen om met een van die aangehechte wapens te schieten. Bij de F2000 bevindt de trekker van het aangehechte wapen zich immers net onder de trekker van het wapen zelf, waardoor de gebruiker enkel zijn vinger van de ene op de andere trekker hoeft te leggen om van wapen te veranderen.

De vuurregelaar annex veiligheidspal bevindt zich, net zoals bij de P90 in de handgreep. Deze is gemakkelijk te bedienen door zowel links- als rechtshandige schutters zonder de handgreep los te laten. De vuurregelaar kan in drie verschillende standen gezet worden, namelijk veilig, semiautomatisch en volautomatisch.

Het wapen heeft, gezien haar bull-pup uitvoering een relatieve lange looplengte van 40cm tegenover een totale lengte van 65cm. Het leeggewicht van het wapen bedraagt 3,6kg. Het gewicht van het wapen annex granaatwerper zal rond de 4,5kg liggen. Voorts heeft het wapen een holle ruimte in de kolf voor het opbergen van eventuele elektronica.

## Werking
De F2000 is een gasdruklader met een draaiende grendel met acht nokken, zoals bij het M16-geweer. In tegenstelling tot het M16-geweer heeft de F2000 echter een zuiger die zorgt voor de energieoverdracht van het gasaftapkanaal naar de grendel.

Het belangrijkste verschilpunt van de F2000 met andere bull-pup geweren zit in de manier waarop de hulzen worden uitgeworpen. Door hun constructie werpen bull-pup wapens een lege huls namelijk uit ter hoogte van de wang, dit zorgt ervoor dat dit type wapens altijd moest worden omgebouwd als een linkshandige schutter ermee wilde schieten. Ook was het onmogelijk om met een bull-pup het wapen van schouder te veranderen, wat tactisch gezien wel een nadeel is, omdat in een sterk verstedelijkte omgeving vaak om het hoekje wordt geschoten en hiervoor de juiste schouder moet worden gekozen. Bij de F2000 werd dit probleem op een unieke manier opgelost: de lege hulzen komen na het verlaten van de kamer in een buis terecht die zich boven de loop bevindt. Deze buis mondt uit aan de voorkant van het wapen. Door de lengte van de buis zal een lege huls pas uit het wapen worden gestoten nadat er nog eens zo'n drie schoten zijn afgevuurd. Dit komt doordat de huls naar voren moet worden geduwd eer hij het einde van de buis kan bereiken. Dankzij deze configuratie is de F2000 het eerste volledig ambidextere bull-pup geweer.

## Gebruik
- Belgisch leger: De SFG (Special Forces Group, de voormalige GVP) gebruikt de F2000 sinds 2004, sinds 2008 wordt het wapen ook onder de reguliere eenheden verdeeld om de FNC gedeeltelijk te vervangen in de infanteriesectie's; er zijn echter geen plannen om de FNC volledig te vervangen.
- De F2000 is sinds 2007 het standaard wapen van het Sloveense leger.
- Chili: Verdeeld onder de Fuerzas Especiales.
- Het Kroatische leger testte de F2000 in 2006, vanaf 2006 wordt het wapen verdeeld onder de special forces.
- De F2000 wordt gebruikt door de SPG, de lijfwachten van onder andere de eerste minister van India.
- Mexico verdeelt het wapen onder haar speciale eenheden.
- Enkele eenheden van de Pakistaanse luchtmacht gebruiken de F2000.
- De special forces van Peru gebruiken de F2000.
- Het Poolse GROM gebruikt de F2000 in beperkte mate.
- In Oost-Timor werden tijdens door Australië geleide vredesoperaties een aantal F2000's gevonden en in beslag genomen bij lokale politie-eenheden. Het is echter onbekend hoe deze wapens daar geraakt zijn.